# Porcellium serticum
Porcellium serticum là một loài chân đều trong họ Trachelipodidae. Loài này được Buturovic miêu tả khoa học năm 1960.